# Santa Maria Immacolata di Lourdes a Boccea

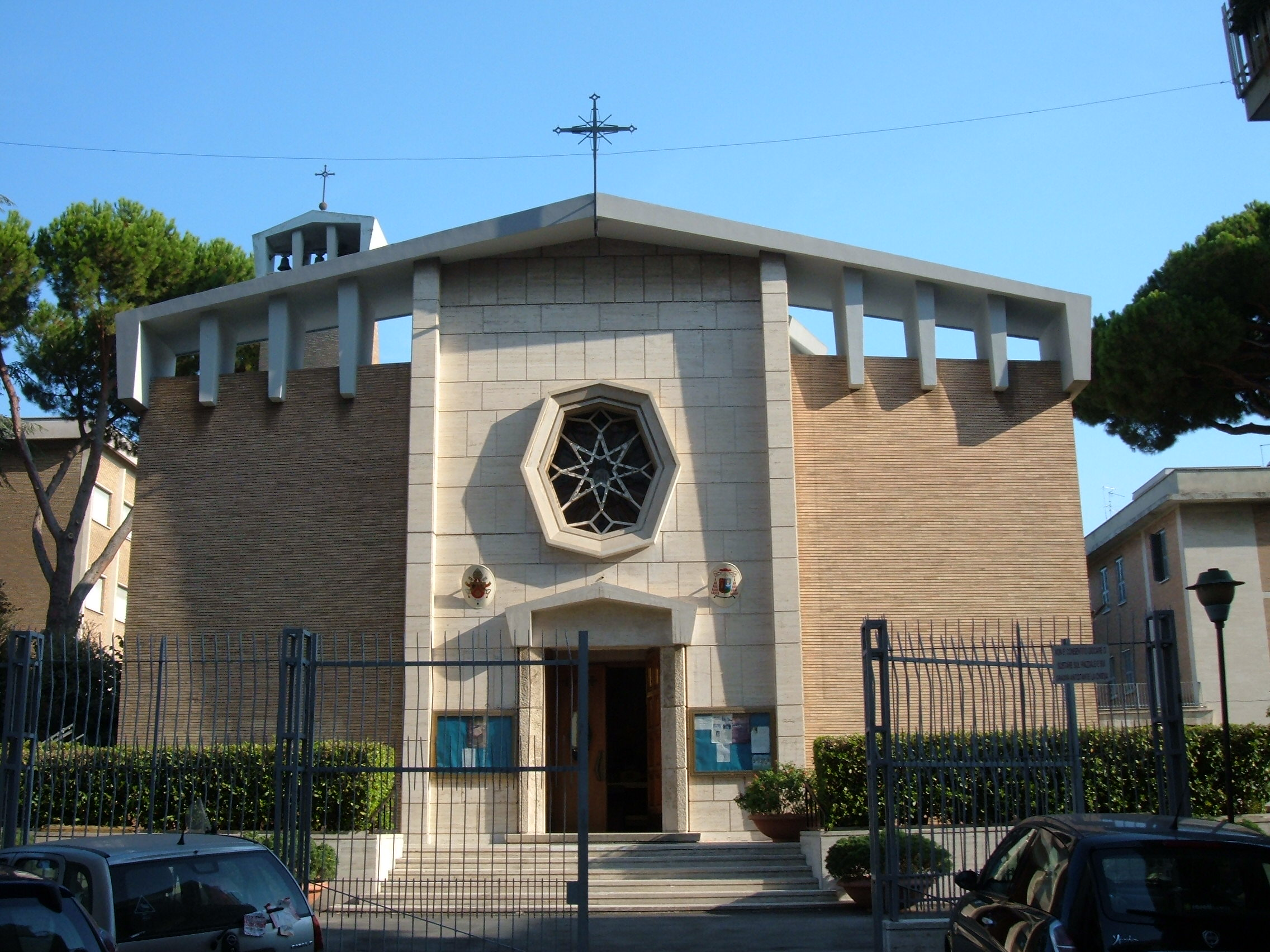
Außenansicht

Santa Maria Immacolata di Lourdes a Boccea ist eine Pfarr- und Titelkirche im römischen Quartier Aurelio an der Via Santa Bernadette. Die Kirche ist der Heiligen Maria unter ihren Titeln der Unbefleckten Empfängnis und Unserer Lieben Frau von Lourdes gewidmet.

## Geschichte
Die Kirche wurde für eine Schule und ein Kloster des Institut de l’Immaculée-Conception de Notre-Dame de Lourdes geplant. Diese Kongregation wurde im 16. Jahrhundert in Notre-Dame-de-Garaison im Département Hautes-Pyrénées, Frankreich, gegründet. 1897 gründeten die Schwestern ein Konvent in Rom und kauften 1911 einen Bauernhof an der Kreuzung von Via di Boccea und Via della Pineta Sacchetti. Obwohl nur vier Kilometer vom Petersdom entfernt, war es ein ländliches Gebiet. Sie eröffneten eine Schule, die einen guten Ruf erhielt. In den 1950er Jahren verstädterte das Gebiet. 1950 wurde das Generalat an die Kirche Immacolata Concezione di Nostra Signora di Lourdes a Via Sistina verlegt, welche mittlerweile ein Hotel ist.
Die Kirche wurde 1958 nach Plänen der Architekten Domenico Placidi und Luciano Folli gebaut und eröffnet. Die Weihe der Kirche fand am 11. Februar 1965, am 107. Jahrtag der Marienerscheinung in Lourdes statt. Die Pfarrei wurde erst 1. November 1978 durch ein Dekret von Kardinalvikar Ugo Poletti gegründet und zur Seelsorge den Oblaten des Heiligen Joseph übergeben.
Papst Johannes Paul II. erhob sie am 25. Mai 1985 zur Titelkirche und besuchte sie am 8. November 1992.

## Beschreibung
Außen ist die Kirche einfach gestaltet. Sie hat in der Mitte die Tür mit einer Rosette mit einem achteckigen Rahmen mit einem IHS. Sie ist mit Travertin verkleidet. Die beiden äußeren Teile sind mit Ziegel verkleidet. Der Glockenturm ist oben mit Travertin und unten mit Ziegel verkleidet. Der Innenraum hat einen achteckigen Grundriss.
Der Altarraum und die drei Altäre wurden von der vatikanischen Mosaikschule gestaltet und zeigen links das Herz Jesu, mittig die Erscheinung der Maria der Bernadette Soubirous und rechts den Heiligen Joseph.
In den Seitenwänden sind acht Fenster angebracht mit den folgenden Heiligen: Therese von Lisieux, Papst Pius X., Ludwig IX. von Frankreich, Margareta Maria Alacoque, Ignatius von Loyola, Luigi Gonzaga, Jeanne d’Arc und Erzengel Michael.

## Kardinalpriester
Die bisherigen Titelträger waren:
- Juan Francisco Fresno Larraín, Erzbischof von Santiago de Chile, 25. Mai 1985 – 14. Oktober 2004
- Nicholas Cheong Jin-suk, Erzbischof von Seoul, 24. März 2006 – 27. April 2021
- Richard Baawobr MAfr, Bischof von Wa, 27. August 2022 – 27. November 2022
- François-Xavier Kardinal Bustillo OFMConv, Bischof von Ajaccio, seit 30. September 2023